# Savoy-Hotel 217
Savoy-Hotel 217 ist ein deutscher Kriminalfilm aus dem Jahre 1936 von Gustav Ucicky. Die Hauptrollen spielen Hans Albers und Brigitte Horney.

## Handlung
Die Geschichte spielt im zaristischen Russland. Die junge Tänzerin Nastasja Daschenko bewohnt im angesehenen Moskauer Savoy-Hotel das Zimmer Nummer 217. Gleich nebenan logiert ein gewisser Sergej Schuwalow, mit dem Nastasja eine gemeinsame Vergangenheit verbindet. Der junge Heißsporn hatte einst ihren Ehemann ermordet, in der Hoffnung, Nastasja für sich erobern zu können. Für seine Bluttat musste Schuwalow viele Jahre in einem sibirischen Lager einsitzen. Nastasja ist bereits in zweiter Ehe verheiratet und will auch diesen mittlerweile ungeliebten Gatten Fedor Daschenko, einen Kaufmann, dessen Namen sie angenommen hat, loswerden. Die Scheidung läuft bereits. Ihr Herz gehört mittlerweile einem neuen Mann: Andrej Wolodkin. Der ist Oberkellner im Savoy-Hotel und zugleich zuständig für Natasjas Etage. Er ist, wie man so sagt, ein „ganzer Kerl“. Als Schwerenöter vom Scheitel bis zur Sohle bandelt Andrej gern mit vielen Frauen an und will sich keinesfalls an irgendeine binden. Auch mit der älteren Anna Orlowa, der Hausverwalterin, verband Andrej einst eine Affäre, die für ihn aber nur eine Liebelei war. Anna sieht das naturgemäß ganz anders: sie versteht sich als seine Braut und hofft, ihn mit ihrem Vermögen an sich binden zu können. Andrej aber hat sich bereits einer neuen Flamme zugewandt, dem Stubenmädchen Darja Plagina. Dies ist die Ausgangssituation der Geschichte.
Als Andrej mit Darja ausgehen will, ist ihr dies ein wenig unangenehm, leidet sie doch unter dem tagtäglichen Frauenproblem, dass sie angeblich nichts anzuziehen habe. Andrej bittet daraufhin Nastasja, ihren prall gefüllten Kleiderschrank zu durchforsten, ob es dort nicht ein Kleid für Darja geben könnte. Nastasja schenkt Darja eins. Andrej und Darja erleben einen schönen Abend, doch nach beider Rückkehr wird die junge Hotelangestellte zum Personalchef zitiert, da Anna behauptet, Darja habe ihr 40 Rubel gestohlen. Angeblich hätte Darja damit das neue Kleid gekauft. Andrej geht daraufhin zu Nastasja Daschenko und bittet diese, zu bestätigen, dass sie Darja dieses Kleid geschenkt habe. Nastasja aber hat ihre eigenen Pläne mit Andrej und verweigert ihm diese Bitte. Daraufhin bekommt Andrej einen Wutausbruch, der dazu führt, dass Nastasja ihn einfach stehen lässt und in ihr Boudoir verschwindet. Dann fallen plötzlich Schüsse: Nastasja wird ermordet aufgefunden. Sofort fällt der Verdacht auf die beiden Hauptverdächtigen: Andrej und Schuwalow. Doch die Polizei ist machtlos, sie hat keinerlei Beweise für ihre Verdachtsmomente.
Anna lässt, nachdem nun die Hauptkonkurrentin das Zeitliche gesegnet hat, nicht locker und versuchte Andrej dazu zu überreden, sie doch noch zu heiraten. Er lehnt ab. Zornig rennt Anna daraufhin davon und geht zur Polizei, um dort von Andrejs Streit mit der Ermordeten zu berichten – das letzte Mal, dass man Nastasja lebend gesehen hat. Um Andrej nun endgültig zu desavouieren, erfindet die eifersüchtige Anna noch einige Aussagen hinzu, die ihn belasten. Nun wird Andrej Wolodkin doch noch verhaftet, und es kommt zum Lokaltermin im Savoy-Hotel. In diesem Moment nutzt der Beschuldigte die Gunst der Stunde und türmt. Wolodkin findet Unterschlupf in einer Obdachlosenunterkunft, einem Nachtasyl, und trifft dort auf Schuwalow und Nastasjas Witwer Daschenko. Beim Kartenspiel mit den beiden entdeckt er an Daschenkos Hand Nastasjas Ring, den nur der Mörder nach ihrem Tod der Toten vom Finger gerissen haben kann. Daschenko leugnet zunächst, gibt aber schließlich die Bluttat zu. Derweil hat Darja Anna dazu gebracht, ihre vor der Polizei abgegebenen falschen Aussagen zu revidieren. Dafür verspricht sie Anna, die Stadt zu verlassen und Andrej aufzugeben. Doch im letzten Moment stürmt Andrej herbei und gesteht Darja seine Liebe. Beide bleiben zusammen.

## Produktionsnotizen
Savoy-Hotel 217 entstand ab Anfang Februar bis in den März 1936 hinein und wurde am 7. April 1936 in Stuttgart uraufgeführt. Die Berliner Premiere war am 11. April 1936 im UFA-Palast am Zoo. In Österreich fand der Massenstart am 24. April 1936 statt. Bei der bundesdeutschen Wiederaufführung 1950 erhielt der Film den neuen Titel Mord im Savoy.
Robert Herlth und Walter Röhrig schufen die Filmbauten, assistiert von Anton Weber. Herbert Ploberger kreierte die Kostüme. Heinz Ritter fertigte die Standfotos an, Werner Krien und Igor Oberberg assistierten Chefkameramann Fritz Arno Wagner. Filmeditor Eduard von Borsody war überdies einer von drei Regieassistenten Ucickys. Für den Ton zeichnete Hermann Fritzsching verantwortlich.

## Kritiken
Paimann’s Filmlisten resümierte: „Nach verheißungsvollem, geschlossenem Auftakt kommt es zu einigen Längen, bis die abschließenden Ereignisse die Handlung wieder hochreißen. (…) Albers ganz ausgezeichnet, in einigem Abstand die übrigen. Regie und Aufmachung wahren den Zeitcharakter (Vorkriegsrußland).“
Die Österreichische Film-Zeitung schrieb: „Hans Albers spielt seine Rolle so, wie es das Publikum von ihm liebt: er ist ein Draufgänger, ein ganzer Kerl, der sich nicht unterkriegen läßt und sich das Glück erzwingt – so schwer es auch sein mag. Nastasja hat in Brigitte Horney eine temperamentvolle Darstellerin gefunden. (…) Gustav Ucickys Regie hat der Kriminalhandlung Spannung gegeben“

„Ganz auf seine Stars zugeschnittener UFA-Unterhaltungsfilm mit kriminalistischem Einschlag; nur dank der schauspielerischen Leistungen von einigem Interesse.“